# Mpumpong
Le mpumpong (ou bombo, mbombo, mpompo, mpompon, mpongmpong, mpopo, mpumpoo, pongpong) est une langue bantoue du groupe makaa-njem parlée au Cameroun dans la région de l'Est, à Menzime et Bangantu, dans le département de la Kadey et l'arrondissement de Mbang, au sud de Batouri, également dans le département du Boumba-et-Ngoko, au sud et à l'ouest de Yokadouma.
Le nombre total de locuteurs a été estimé à 45 000 en 1991.